# Spirídon Trikúpis
Spirídon Trikúpis (em grego: Σπυρίδων Τρικούπης; Missolonghi, 1788 — 1873) foi um político e historiador da Grécia. Ocupou o cargo de primeiro-ministro da Grécia entre 6 de Fevereiro de 1833 a 24 de Outubro de 1833.

## Biografia
Trikúpis tomou parte activa na luta contra os turcos que tinham invadido o seu país, desempenhando importantes missões diplomáticas em Inglaterra e foi várias vezes nomeado como ministro de Relaciones Externas da Grécia. Destacou-se ainda como embaixador da Grécia em Londres entre 1841 e 1843.

## Obras
- A sua obra mais importante e notável foi História da insurreição helénica (1853-1857)